# Vicente Seguí García
Vicente Seguí García, (Valencia, 13 de diciembre de 1927-Madrid, 4 de julio de 1988) fue un futbolista español que desarrolló la mayor parte de su carrera en el Valencia Club de Fútbol. Considerado por muchos el mejor extremo izquierdo que ha pasado por el Valencia C. F. en toda la historia y uno de los mejores de la época, su nombre está escrito con letras de oro en la historia valencianista.
Es el máximo asistente de la historia del Valencia C. F., dio 102 asistencias en 309 partidos con el club che.

## Biografía
Tras su paso por varios equipos amateurs ingresó en el CD Mestalla (equipo filial del Valencia CF) del que pasó al primer equipo antes de cumplir los veinte años. Allí discurrió casi toda su carrera deportiva excepto los últimos años en los que formó parte de diversos clubs de ámbito regional.
Vicente Seguí es, probablemente, el mejor extremo izquierdo que ha pasado por el Valencia CF en toda la historia. Titular casi indiscutible durante 13 temporadas, vio fichar jugadores candidatos a quitarle el puesto que fueron incapaces de ello, dando lugar a la ya legendaria «maldición Seguí», que afectó a todos y cada uno de los jugadores que osaron disputarle el puesto. Seguí disputó con el equipo valencianista un total de 306 partidos oficiales, en los que marcó 101 goles. Conquistó una Liga y dos Copas. Indudablemente, su nombre debe figurar con letras de oro en la historia del club.
Seguí llegó al Mestalla siendo muy joven, cuando el equipo todavía estaba radicado en la Calle Cuenca y no era aún oficialmente el filial del Valencia. Realizó la pretemporada de 1946 con el primer equipo y debutó en partido oficial el 22 de septiembre de 1946, contra el Sabadell en Mestalla en la primera jornada de Liga. Contaba entonces con tan sólo 19 años. Jugó cuatro partidos más, pero desapareció de las alineaciones debido a su juventud, por lo que volvió para reforzar al Mestalla. La temporada siguiente, Pasarín contó definitivamente con él para el primer equipo y comenzó a entrar con mayor regularidad en los onces iniciales.
Con la llegada de Quincoces, en 1948, Vicente Seguí se convirtió ya en indiscutible por la banda izquierda, que hizo suya ya hasta su marcha del equipo. Se trataba de un jugador hábil y con mucha garra. Dominaba el juego con ambas piernas y su cambio de ritmo era endiablado, casi imposible de seguir por sus rivales. Su disparo seco era característico, y le permitió anotar una gran parte de su colección de goles, aunque también logró una amplia cantidad de cabeza. Seguí ha sido uno de los mejores lanzadores de córneres que han pasado por Mestalla, ya que sus parábolas constituían casi medio gol para las cabezas de los delanteros.
En 1959 recibió la baja de buen grado, después de trece temporadas, y se marchó al Levante con Pasieguito, donde disputó una temporada en Segunda División, disutando un total de 21 partidos y marcando tres goles. Después pasó unos años en el fútbol regional antes de poner punto final a su carrera deportiva. Una vez retirado, invirtió parte de sus ahorros en una licencia de taxi. Vicente Seguí falleció el 4 de julio de 1988, a los 60 años de edad.
Posición
Extremo izquierdo
Otros equipos
Sorolla, Liria, Cuenca, CD Mestalla, SD Sueca, Levante UD,  Cullera

## Clubes
| Club        | País   | Año       |
| ----------- | ------ | --------- |
| CD Mestalla | España | 1945-1946 |
| Valencia CF | España | 1946-1959 |
| Levante UD  | España | 1959-1960 |

## Títulos

### Campeonatos nacionales
| Título       | Club        | País   | Año       |
| ------------ | ----------- | ------ | --------- |
| Liga         | Valencia CF | España | 1946-1947 |
| Copa del Rey | Valencia CF | España | 1949      |
| Copa del Rey | Valencia CF | España | 1954      |